# Девятка (карточная игра)
Девя́тка — популярная карточная игра.

## Правила
В игре может использоваться как колода из 36 карт, так и из 52. Участвуют от 3 до 6 игроков. Цель игры — избавиться от карт на руках. Проигрывает тот, кто последний останется с картами. Старшинство карт — от 6 (либо от 2) до туза.
Все карты колоды сдаются по кругу по одной карте. Если игра ведется на деньги, перед раздачей карт все игроки ставят в банк оговоренную ставку. Игру начинает игрок, имеющий 9 бубен. Следующий игрок по часовой стрелке может положить 8 или 10 бубен либо одну из трёх оставшихся 9. Если вышеназванных карт у него нет, то он пропускает ход, а при игре на деньги обязан поставить в банк определенную сумму, обычно равную начальной ставке. Также и в дальнейшем: при невозможности положить карту ход пропускается. Но игрок обязан выложить карту на кон, если он может сделать ход. Если не кидать карту при возможности ходить, то игрок исключается из игры.

## Основные варианты
Кроме базового варианта игры, есть вариант с несколько изменёнными правилами (не описанные элементы правил игры такие же, как у базового варианта):
Участвуют от 2 до 5 игроков. Каждому игроку раздаются по кругу по одной карте и так до того, пока у всех не окажется 9 карт на руках. Игру начинает игрок, имеющий 9 бубен (может быть в данном варианте отменено по решению играющих, особенно при малом их числе).
В других странах игра известна под другими названиями (Domino, Spoof, Fan Tan, Parliament ): в том числе, в англоязычных странах, где для игры обычно используется колода из 52 карт, она называется Sevens, так как ряд каждой масти начинается с семёрки.